# 2020年社会民主党党首選挙
2020年社会民主党党首選挙（2020ねんしゃかいみんしゅとうとうしゅせんきょ）とは、2020年2月に行われた社会民主党の党首を選出するための選挙である。福島瑞穂が無投票で選出された。

## 概説
2018年2月に党首に就任した又市征治の任期満了に伴う党首選挙である。当初、2019年11月14日の常任幹事会で党首選の日程を2020年1月10日告示、25、26両日投票、27日開票とし、11月28日の党首選実施本部の会議で正式決定する方針が決定されたが、12月6日に立憲民主党から政党合流を呼びかけられると、合流協議の進捗を踏まえ、党首選の当面延期が決定された。
2020年に入り、1月29日の全国幹事長会議で立憲民主党との合流について2月の党大会では最終決定を行わず、党首選については2月の党大会で実施するとの方針が確認されると、1月30日の常任幹事会で同様の方針が決定され、時間的な制約を理由に党員投票は実施せず、党大会に出席する代議員の投票により党首を選出する方針が示された（党首選で党員投票を実施しない方式が採用されたのは今回が初めてとなる）。最終的に、2月6日の常任幹事会で党首選を2月22日の党大会初日に実施することが正式決定された。
党大会初日の2月22日、党執行部は福島瑞穂副党首を党首に推薦する方針を確認し、福島が立候補を届け出た。福島以外に立候補の届け出はなく、2013年7月の第23回参議院議員通常選挙敗北による引責辞任以来7年ぶりの再登板が決まり、党大会2日目の2月23日に正式に党首に就任することとなった。
報道によると、立憲民主党との合流を巡り賛否両論がある中、党内から「賛成派と反対派で党が分裂しかねない」として選挙戦回避や候補者一本化を求める声があった。又市は当初「体調が思わしくない」と健康不安を理由に不出馬の考えを示していたが、党内から合流協議継続を念頭に続投を求める声があり、これを「否定できる話でもない」と述べて出馬に含みを持たせていた。一方、合流に慎重な地方組織からは知名度の高い福島を推す声があり、又市らと福島が断続的協議を行い、合流協議継続という党執行部方針を踏襲することを条件に、福島の無投票当選で折り合ったという。

## 日程
- 1月10日 - 告示
- 1月25日、26日 - 投票
- 1月27日 - 開票
- 2月22日 - 告示、党大会において投開票
- 2月23日 - 正式就任